# Paris (journal)
Pour les articles homonymes, voir Paris (homonymie).
Le Paris est un ancien quotidien politique français, fondé en 1881 et disparu en 1935.

## Histoire
Journal républicain du soir, vendu dix centimes le numéro (quinze en province), le Paris a été fondé le 1er juillet 1881, grâce à l'appui financier du banquier Edmond Veil-Picard, par Charles Laurent. Celui-ci venait alors de quitter son poste de rédacteur en chef à La France, en emmenant avec lui plusieurs de ses collaborateurs, mécontents comme lui du changement de direction et de ligne politique de ce journal après la mort d'Émile de Girardin.
Rédacteur en chef du Paris jusqu'en juin 1890, Laurent publie le 2 juillet 1881 un éditorial assumant explicitement la ligne éditoriale gambettiste du journal, qui soutiendra longtemps la politique républicaine modérée de l'Union républicaine.
En 1882, le tirage quotidien du Paris est de 25 000 exemplaires. Ses bureaux, initialement situés au no 16 de la rue du Croissant, sont transférés en 1884 au no 19, dans l'immeuble construit par Ferdinand Bal pour La France, puis au no 123 de la rue Montmartre le 2 octobre 1887.
En 1887, le Paris mène une vive campagne contre les agissements de Daniel Wilson, gendre du président de la République Jules Grévy. L'année suivante, il prend nettement parti contre le boulangisme.
En 1890, sous la direction de Raoul Canivet, Charles Laurent est remplacé par Arthur Ranc. Celui-ci conserve ses fonctions sous la direction de Guillaume Sabatier qui prend le journal en fermage en juin 1895 avant de reprendre la direction de L’Éclair en mars 1896. Sabatier est alors remplacé par Claude Léouzon-le-Duc.
Quotidien jusqu'en 1923, le Paris ne publie ensuite que quelques numéros par an afin de garder le titre. Il disparaît finalement en mars 1935.

## Collaborateurs notables
- Emmanuel Arène[1]
- François-Louis Auvray (administrateur)[1]
- Jérôme Baïssas (Me Dongois)[1]
- H. Barthélémy[1]
- Georges Bell[11]
- Jacques de Biez[1]
- Lucien Bourgeois[1]
- Raoul Canivet
- Caribert (Octave Lebesgue)
- Albert Delpit[1]
- Henri de Lapommeraye[1]
- Charles Laurent (rédacteur en chef-gérant)[1]
- Félix Laurent[1]
- Joël Le Savoureux[1]
- Philippe Mabilly[1]
- Julien Penel[1]
- Arthur Ranc (rédacteur en chef)
- Georges Rolle[1]
- Paul Soubeiran[1]
- André Treille (secrétaire de la rédaction)[1]